# Euxoa psimmythiosa
Euxoa psimmythiosa là một loài bướm đêm trong họ Noctuidae.